# S 93
Das Torpedoboot S 93 war das vierte bei den Schichau-Werken in Elbing gebaute Große Torpedoboot der Kaiserlichen Marine. Es wurde für das Etatjahr 1898 vom Reichsmarineamt zusammen mit elf Schwesterbooten bei der Schichau-Werft bestellt. Es zählte zum Typ Großes Torpedoboot 1898.

## Geschichte
Erster Kommandant des Bootes war Oberleutnant zur See Theodor Püllen. Während des russischen Eisenbahnerstreiks im November 1906 richtete die Kaiserliche Marine mit Torpedobooten einen Postdienst zwischen Memel und Peterhof ein. Neben den Booten D 7, S 120 und S 124 wurde auch S 93 zum Postverkehr herangezogen.
Ab dem 4. September 1914 führte S 93 die Kennung T 93 und wurde zur Sicherung der deutschen Küsten in der Hafenflottille Jade-Weser eingesetzt. Ab 1916 war es Teil einer Vorpostenflottille in der Nordsee. 1918 diente es in der 1. Geleitflottille. Im Geleitdienst war das Boot mit einem kleinen Minenräumgeschirr ausgerüstet. 1919 wurde es einer Minensuch-Halbflottille in der Ostsee zugeteilt.
S 93 überstand den Ersten Weltkrieg ohne schwere Schäden und wurde kurzzeitig in die Reichsmarine übernommen. Am 22. März 1921 wurde das Boot aus der Flottenliste gestrichen. Am 26. Mai 1921 folgte der Verkauf zum Abbruch nach Düsseldorf.